# Monterrubio de la Serena
Monterrubio de la Serena – gmina w Hiszpanii, w prowincji Badajoz, w Estramadurze, o powierzchni 314,95 km². W 2011 roku gmina liczyła 2650 mieszkańców.